# Reichenbachanthus
Reichenbachanthus es un género que tiene asignada siete especies de orquídeas, de la tribu Epidendreae perteneciente a la familia (Orchidaceae). 
El género fue nombrado en honor del recolector de orquídeas alemán Reichenbach.

## Hábitat
Son plantas epífitas que se desarrollan en Sudamérica principalmente en Brasil.

## Especies
| - Reichenbachanthus cuniculata (Schltr.) Pabst (GCI) - Reichenbachanthus cuniculatus (Schltr.) Pabst - Reichenbachanthus emarginatus Garay - Reichenbachanthus lankesteri (Ames) Mora-Ret. & García-Castro - Reichenbachanthus modestus Barb.Rodr. - Reichenbachanthus reflexus (Lindl.) Porto & Brade - Reichenbachanthus subulatus (Schltr.) Dressler |